# Сантьяго (провинция, Доминиканская Республика)
Сантьяго (исп. Santiago) — провинция на севере Доминиканской Республики. Граничит на севере с провинцией Пуэрто-Плата, на востоке с провинциями Эспайльят и Ла-Вега, на юге с провинциями Сан-Хуан и на западе с провинциями Сантьяго-Родригес и Вальверде.
Административный центр провинции — Сантьяго-де-лос-Трейнта-Кабальерос. Провинция была образована в 1844 году. 
Крупнейшие населённые пункты:
- Сантьяго-де-лос-Трейнта-Кабальерос
- Ханико
- Лисеи-аль-Медио
- Сабана Иглесиа
- Тамборил
- Сан-Хосе-де-Лас-Матас
- Вилья-Бисоно
- Вилья Гонсалес
- Пуньял

## Административное деление
Провинция территориально подразделяется на 9 муниципий (municipios) и 21 муниципальных округов (distrito municipal — D.M.).
| № | Муниципий                                               | Население, чел. (2012) |
| - | ------------------------------------------------------- | ---------------------- |
| 1 | Ханико (Jánico)                                         | 59 586                 |
| 2 | Лисеи-аль-Медио (Licey al Medio)                        | 69 321                 |
| 3 | Пуньял (Puñal)                                          | 69 303                 |
| 4 | Сабана Иглесиа (Sabana Iglesia)                         | 53 520                 |
| 5 | Сан-Хосе-де-лас-Матас (San José de las Matas)           | 109 071                |
| 6 | Сантьяго-де-лос-Кабальерос (Santiago de los Caballeros) | 1 198 754              |
| 7 | Тамборил (Tamboril)                                     | 102 865                |
| 8 | Вилья Бисоно (Villa Bisonó)                             | 98 666                 |
| 9 | Вилья Гонсалес (Villa González)                         | 72 365                 |
|   | Всего                                                   | 1 833 451              |